# 10,000 Days (Saga)
10,000 Days is het achttiende album van de Canadese band Saga.
Frontman en leadzanger Michael Sadler gaf ruim van tevoren aan dat dit zijn laatste bijdrage aan Saga was. De groep probeerde al jaren het succes en de muziek uit hun begintijd terug te krijgen, met wisselend succes. Dit is een van hun geslaagde pogingen om hun eerdere muziekstijl te benaderen.

## Musici
- Michael Sadler – zang, toetsen
- Ian Crichton – gitaar en zang
- Jim Crichton – basgitaar en toetsen
- Jim Gilmour – toetsen en zang
- Brian Doerner – slagwerk

## Composities
1. "Lifeline"
2. "Book of Lies"
3. "Sideways"
4. "Can't You See Me Now?"
5. "Corkentellus"
6. "More Than I Deserve"
7. "Sound Advice"
8. "10,000 Days"
9. "It Never Ends"